# Rhodiola forrestii
Rhodiola forrestii là một loài thực vật có hoa trong họ Crassulaceae. Loài này được (Raym.-Hamet) S.H. Fu miêu tả khoa học đầu tiên năm 1965.